# Quilombo de Morro Redondo
Morro Redondo é uma comunidade remanescente de quilombo, população tradicional brasileira, localizada no município brasileiro de Seabra, na Chapada Diamantina, na Bahia. A comunidade de Morro Redondo é formada por uma população de 67 famílias, distribuídas em uma área de 5.068,9163 hectares. O território foi certificado como remanescente de quilombo (reminiscências históricas de antigos quilombos) em 2017, pela Fundação Cultural Palmares.
Esta comunidade teve o Relatório Técnico de Identificação e Delimitação publicado em 2012(etapa da regularização fundiária), mas ainda está com a situação fundiária em análise (não titulada) no INCRA.

## Tombamento
O tombamento de quilombos é previsto pela Constituição Brasileira de 1988, bastando a certificação pela Fundação Cultural Palmares:

Art. 216. Constituem patrimônio cultural brasileiro os bens de natureza material e imaterial, tomados individualmente ou em conjunto, portadores de referência à identidade, à ação, à memória dos diferentes grupos formadores da sociedade brasileira [...]
§ 5º Ficam tombados todos os documentos e os sítios detentores de reminiscências históricas dos antigos quilombos.
Portanto, a comunidade quilombola de Morro Redondo é um patrimônio cultural brasileiro, tendo em vista que recebeu a certificação de ser uma "reminiscência histórica de antigo quilombo" da Fundação Cultural Palmares no ano de 2017.

## A origem
O Morro Redondo foi território foco de garimpo, exploração mineral de ouro e pedras preciosas. Segundo o relatório antropológico, no século XVIII, escravos africanos da etnia Bantos e Jêje foram levados para o local para trabalhar no garimpo de diamantes.
A comunidade Quilombola de Morro Redondo foi fundada pelo escravo Timóteo Cardoso por volta de 1880. O nome “Morro Redondo” refere-se a uma serra existente na comunidade.

## Educação
Em Morro Redondo, as instituições de educação são escassas, possuindo apenas uma instituição de ensino (sendo está pública) a Escola Municipal Professor Sa Teles, que é uma escola do tipo Municipal. Tipicamente as escolas municipais, estaduais e federais não são pagas.
Endereço: Povoado Do Morro Redondo, Sn Predio. Zona Rural. 46900-000 Seabra – Bahia.
Coordenadas: @-12.524476,-42.000866,16z
Telefone para contato: (75) 33312211

## Situação territorial
A falta do título da terra (regularização fundiária) cria para as comunidades quilombolas uma dificuldade de desenvolver a agricultura, além dos conflitos com os fazendeiros de suas regiões e a impossibilidade de solicitar políticas sociais e urbanas para melhorias de condições de vida, como infraestrutura urbana de redes de energia, água e esgoto.

### Cultivo agrícola
Planta-se milho, mandioca, mamona, café e feijão para subsistência.

### Cultura
Povos Tradicionais ou Comunidades Tradicionais são grupos que possuem uma cultura diferenciada da cultura predominante local, que mantêm um modo de vida intimamente ligado ao meio ambiente natural em que vivem. Através de formas próprias: de organização social, do uso do território e dos recursos naturais (com relação de subsistência), sua reprodução sócio-cultural-religiosa utiliza conhecimentos transmitidos oralmente e na prática cotidiana.
Um dos expoentes do patrimônio cultural imaterial da comunidade do Morro Redondo é o “Boi de Mariá’. Segundo a tradição oral da região, o festejo existe a mais de cem anos, teve início com uma promessa feita por uma antiga moradora (que se chamava Mariá) para que o poço de água do quilombo não secasse. Os brincantes da dança no dia 23 de junho aparecem com a indumentária do boi e os mascarados, e dão início às cerimônias pelas ruas do quilombo acompanhados da cantoria e dos ritos.

## O acervo histórico
Além da história desse quilombo estar guardada na memória dos mais antigos, passadas para as novas gerações, a tradição do quilombo pode ser conhecida na Casa do Quilombo, que conta com utensílios e materiais de trabalho usado por seus moradores, além de um amplo acervo fotográfico.

## Clima, relevo e vegetação
A vegetação da serra do Morro redondo é composta basicamente de plantas adaptadas ao clima seco (típico da caatinga), sem a presença de constantes chuvas. As principais espécies da flora são o Mandacaru, Aroeira, Braúna e Xique-xique.
Bioma: Caatinga.
População: 67 Famílias. 
Área: 5.068 hectares (50,68 km²)
Relevo da região:
- Altitude mínima: 1.111 metros acima do nível do mar.
- Altitude média: 1.125 metros acima do nível do mar.
- Altitude máxima: 1.254 metros acima do nível do mar.